# Crucianella maritima
Crucianella maritima — вид рослин родини маренові (Rubiaceae).

## Морфологія
Стебла до 50 см, голі й білуваті, деревні біля основи. Листя 1–13 × 1–9 мм, яйцеподібні або яйцеподібно-ланцетні, шкірясті, голі, з білими жорсткими краями. Колосся 20–60 мм. Квітки жовті. Коли в цвіту, виділяє характерний запах. 2n = 22.

## Поширення, біологія
Вид поширюється в західному Середземномор'ї (береги Іспанії, Португалії, Гібралтару). Населяє морські піски й прибережні скелі.
Цвіте з травня по серпень.

## Галерея

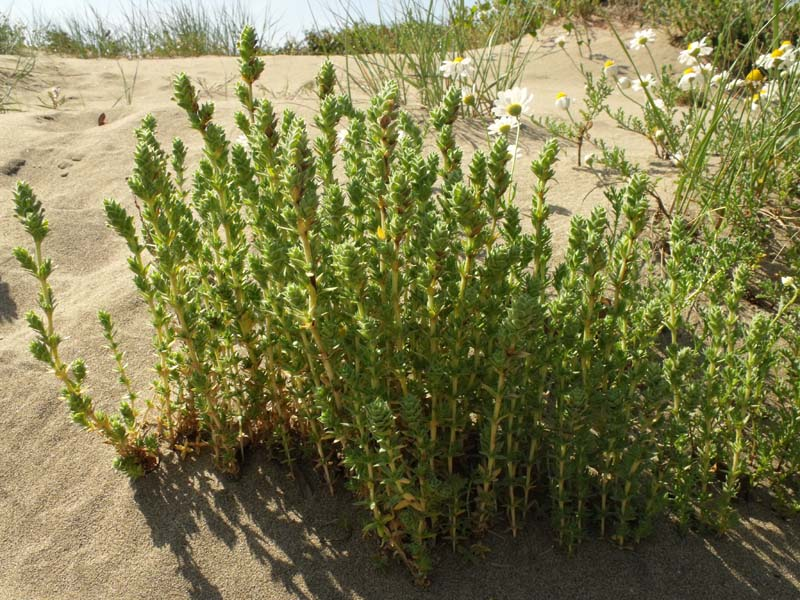
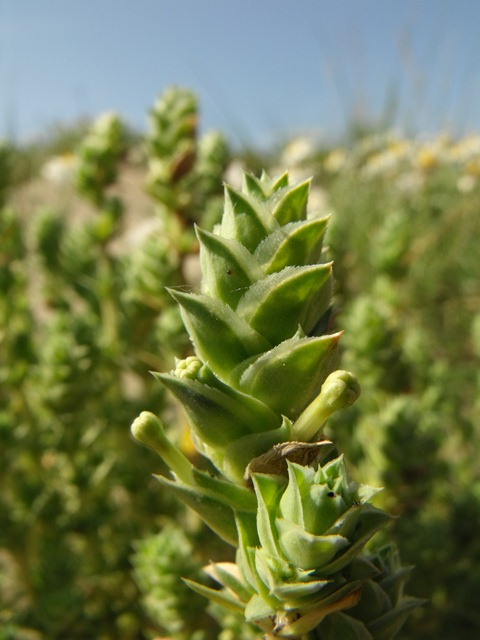
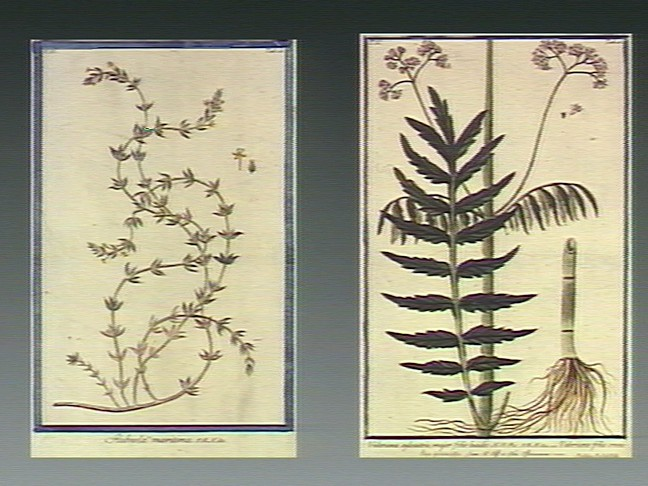